# Бальморал
Бальморал (англ. Balmoral) — село в Канаді, у провінції Нью-Брансвік, у складі графства Рестіґуш.

## Населення
За даними перепису 2016 року, село нараховувало 1674 особи, показавши скорочення на 2,6%, порівняно з 2011-м роком. Середня густина населення становила 38,6 осіб/км².
З офіційних мов обидвома одночасно володіли 1 115 жителів, тільки англійською — 30, тільки французькою — 525.
Працездатне населення становило 60,5% усього населення, рівень безробіття — 11,4%.
Середній дохід на особу становив $40 234 (медіана $32 608), при цьому для чоловіків — $48 500, а для жінок $31 758 (медіани — $38 963 та $27 552 відповідно).
19,1% мешканців мали закінчену шкільну освіту, не мали закінченої шкільної освіти — 26,4%, 54,2% мали післяшкільну освіту, з яких 20,7% мали диплом бакалавра, або вищий.
| Статево-вікова структура населення | Статево-вікова структура населення | Статево-вікова структура населення | Статево-вікова структура населення | Статево-вікова структура населення |
| ---------------------------------- | ---------------------------------- | ---------------------------------- | ---------------------------------- | ---------------------------------- |
|                                    |                                    |                                    |                                    |                                    |
| Всього                             | Всього                             | 49,6%50,4%                         |                                    |                                    |
| 0 — 14 років                       | 0 — 14 років                       |                                    | 12,9%                              | 12,9%                              |
| 15 — 64 років                      | 15 — 64 років                      |                                    | 64,9%                              | 64,9%                              |
| 65 і більше                        | 65 і більше                        |                                    | 22,2%                              | 22,2%                              |
| 85 і більше                        | 85 і більше                        |                                    | 2,1%                               | 2,1%                               |
| Середній вік (років)               | Середній вік (років)               | 43,446,9                           | 45,2                               | 45,2                               |
| Медіана (років)                    | Медіана (років)                    | 46,350,2                           | 48,1                               | 48,1                               |
| — чоловіки — жінки                 |                                    |                                    |                                    |                                    |

| Походження мешканців:     | Походження мешканців:     | Походження мешканців: | Походження мешканців: | Походження мешканців: |
| ------------------------- | ------------------------- | --------------------- | --------------------- | --------------------- |
| Походження                |                           |                       | осіб                  | %                     |
| Корінні американці        | Корінні американці        |                       | 95                    | 5.85%                 |
| Інше північноамериканське | Інше північноамериканське |                       | 1 280                 | 78.77%                |
| Європейське               | Європейське               |                       | 615                   | 37.85%                |
| британське                | британське                |                       | 155                   | 9.54%                 |
| французьке                | французьке                |                       | 535                   | 32.92%                |
| Азійське                  | Азійське                  |                       | 10                    | 0.62%                 |

## Клімат
Середня річна температура становить 3,5°C, середня максимальна – 21,6°C, а середня мінімальна – -18,6°C. Середня річна кількість опадів – 1 052 мм.
| Клімат поселення                              | Клімат поселення | Клімат поселення | Клімат поселення | Клімат поселення | Клімат поселення | Клімат поселення | Клімат поселення | Клімат поселення | Клімат поселення | Клімат поселення | Клімат поселення | Клімат поселення | Клімат поселення |
| Показник                                      | Січ.             | Лют.             | Бер.             | Квіт.            | Трав.            | Черв.            | Лип.             | Серп.            | Вер.             | Жовт.            | Лист.            | Груд.            |                  |
| Середній максимум, °C                         | −6,33            | −4,79            | 0,89             | 7,78             | 15,00            | 20,77            | 21,64            | 20,63            | 15,69            | 9,68             | 3,41             | −4,34            |                  |
| Середня температура, °C                       | −12,48           | −10,94           | −5,26            | 1,63             | 8,85             | 14,62            | 18,02            | 17,01            | 12,08            | 6,07             | −0,2             | −7,96            |                  |
| Середній мінімум, °C                          | −18,63           | −17,11           | −11,42           | −4,52            | 2,72             | 8,46             | 14,40            | 13,40            | 8,46             | 2,45             | −3,82            | −11,58           |                  |
| Норма опадів, мм                              | 84               | 61               | 75               | 78               | 92               | 91               | 105              | 102              | 88               | 92               | 91               | 93               |                  |
| Середньомісячна швидкість вітру, м/с          | 4.69             | 4.64             | 4.57             | 4.30             | 3.99             | 3.70             | 3.35             | 3.38             | 3.70             | 4.14             | 4.39             | 4.60             |                  |
| Середньомісячна сонячна радіація, кДж/м²·день | 4890             | 8290             | 12255            | 15616            | 18515            | 20271            | 19602            | 17181            | 12469            | 7635             | 4481             | 3624             |                  |
| --------------------------------------------- | ---------------- | ---------------- | ---------------- | ---------------- | ---------------- | ---------------- | ---------------- | ---------------- | ---------------- | ---------------- | ---------------- | ---------------- | ---------------- |
| Джерело:                                      |                  |                  |                  |                  |                  |                  |                  |                  |                  |                  |                  |                  |                  |